# Aleksander Mańkowski (lekkoatleta)
Aleksander Mańkowski (ur. 12 listopada 1924 w Toruniu, zm. 19 marca 2010 w Akwizgranie) – polski lekkoatleta, który specjalizował się w biegach średnich i długich.
Siedem razy stawał na podium mistrzostw Polski zdobywając jeden złoty medal – w 1950 roku w nietypowym biegu rozstawnym 4 x 1500 metrów. Oprócz tego jeszcze siedem razy startował w finale krajowego czempionatu. W latach 1950–1955 sześć razy bronił barw narodowych w meczach międzypaństwowych. Reprezentował kluby gdańskie: Wybrzeże (od 1947 do 1948) oraz Lechii (od 1949 do 1956). Po zakończeniu kariery pracował jako trener i działacz Lechii Gdańsk, a przez wiele lat był wiceprezesem Okręgowego Związku Lekkiej Atletyki w Gdańsku.

## Występy w meczach międzypaństwowych
| Rok  | Impreza                      | Miejsce  | Pozycja    | Konkurencja      | Wynik   |
| ---- | ---------------------------- | -------- | ---------- | ---------------- | ------- |
| 1950 | Mecz Polska - Czechosłowacja | Warszawa | 4. miejsce | Bieg na 5000 m   | 15:47,0 |
| 1950 | Mecz Polska - Węgry          | Warszawa | 4. miejsce | Bieg na 5000 m   | 15:31,4 |
| 1951 | Mecz Polska - NRD            | Warszawa | 3. miejsce | Bieg na 5000 m   | 15:31,0 |
| 1953 | Mecz NRD - Polska            | Jena     | 2. miejsce | Bieg na 10 000 m | 31:25,8 |
| 1954 | Mecz Polska - NRD - Belgia   | Kraków   | 6. miejsce | Bieg na 10 000 m | 34:48,8 |
| 1955 | Mecz Polska - Norwegia       | Poznań   | 3. miejsce | Bieg na 10 000 m | 30:57,8 |

## Rekordy życiowe
| Konkurencja           | Rezultat | Data                 | Miejsce   |
| --------------------- | -------- | -------------------- | --------- |
| bieg na 1500 metrów   | 3:57,4   | 14 czerwca 1953      | Bydgoszcz |
| bieg na 3000 metrów   | 8:31,0   | 8 czerwca 1952       | Wałcz     |
| bieg na 5000 metrów   | 14:44,8  | 11 października 1953 | Warszawa  |
| bieg na 10 000 metrów | 30:52,6  | 25 października 1953 | Gdańsk    |